# Зварич Петро Костянтинович
Петро Костянтинович Зварич (псевдо: «Славко», «Яр»; 1917, с. Бугаївка, нині Дубенський район, Рівненська область — грудень 1944, с. Буща, нині Рівненський район, Рівненська область) — український військовик, шеф зв'язку УПА-Південь, лицар Срібного хреста заслуги УПА.

## Життєпис
Член ОУН із 1938 року. Співробітник референтури зв'язку окружного проводу ОУНР (1942—1943), шеф зв'язку Крайового проводу ОУН на ПЗУЗ та УПА-Південь (1943-12.1944).
Загинув під час облави у грудні 1944 року на хуторі с. Буща Здолбунівського району Рівненської області.

## Нагороди
Відзначений Срібним хрестом заслуги УПА (8.10.1945).